# Economía de Haití
La economía de Haití es la más pobre de América y del Hemisferio Occidental, es decir, Haití es el país con menor PIB per cápita y uno de los más desiguales del mundo. Su renta per cápita es alrededor de una décima parte de la de sus vecinos de la región del Caribe. Tiene una tasa de desempleo bajo del 7% de su población, sus ingresos anuales per cápita son menores que el salario mínimo de otros países.

## Historia

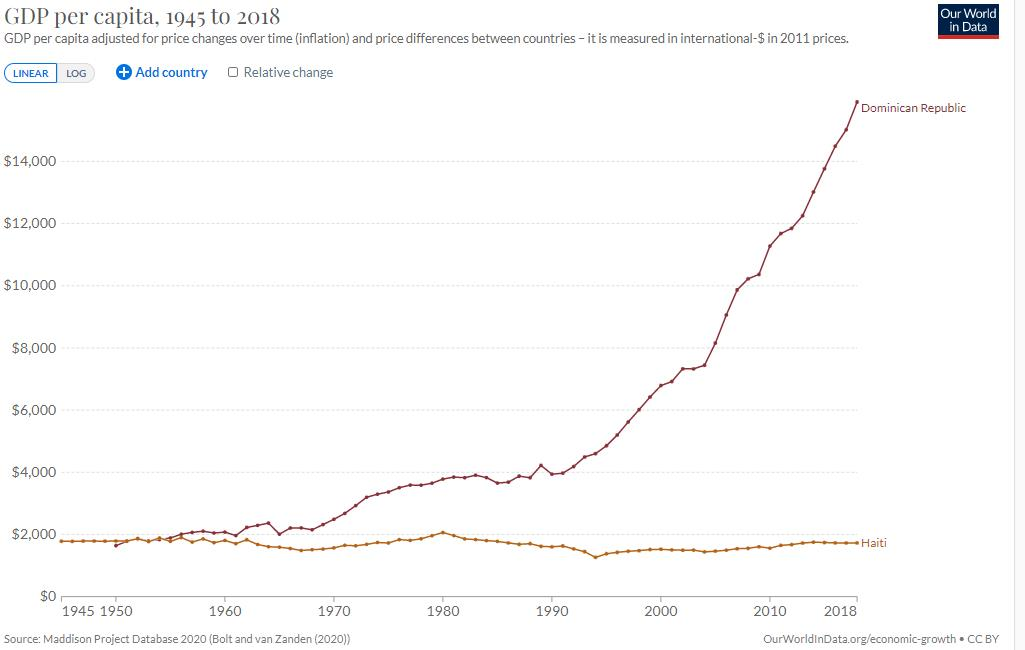
Evolución histórica del PIB per cápita de República Dominicana y Haití

Haití fue, junto con Bengala, una de las posesiones coloniales más rentables para la colonización europea. De hecho Haití fue en buena medida una fuente de la riqueza de Francia en el siglo XVIII.
Tras el triunfo de la Revolución haitiana en 1804, ayudadas sustancialmente por las guerras revolucionarias y napoleónicas en la Francia metropolitana que llevaron a la conversión de la colonia de Saint-Domingue en el Primer Imperio de Haití bajo el reinado de Jacques I (a veces traducido como Jacobo I), el nuevo país se embarcó en la conquista de la totalidad de la isla de la Española, intentando tomar inicialmente Santiago de los Caballeros, en la Capitanía General de Santo Domingo española, que había sido cedida a los franceses tras el Tratado de Basilea de 1795 (véase Era de Francia), aunque estos no habían podido intentar posesión hasta 1801, mismo año en que Toussaint Louverture consigue un dominio de facto de los independentistas haitianos sobre la parte francesa de la isla, desembocando en la expedición Militar Francesa a Saint-Domingue.
El recién independizado país estaba en la ruina, los años de guerra habían destruido la tierra y la visión internacional ante el mismo no era favorable después de la publicación de los hechos de las matanzas de blancos, que hizo que muchas naciones no reconocieran al nuevo país e incluso impusieran bloqueos comerciales al mismo. Para reactivar la economía, Dessalines organizó la vuelta a las plantaciones de la población civil, prometiendo el cobro de una cuarta parte de los réditos de ventas para los jornaleros, en lo que el historiador haitiano Michel-Rolph Trouillot describe como Caporalismo agrario. además se enfrascó en la construcción de una gran sistema de fortalezas montañeras y el alistamiento de un ejército profesional, que contó con 30.000 hombres.
Con el nuevo ejército, el ya autoproclamado emperador de Haití adoptó una nueva bandera nacional con los colores negro y rojo, muy influenciados por la simbología africana (el negro representa la muerte mientras que el rojo es la libertad). Poco después, el emperador y su nuevo ejército se dispusieron a invadir la parte oriental de la isla, aunque con poco éxito, ya que las luchas entre la nueva administración francesa y la población criolla de la antigua capitanía española había desplazado a mucha población, por lo que el ejército de Jacques I encontró ciudades vacías y otras con sólo población civil. en algunas de ellas desató un terror parecido al de las matanzas como el degüello de Moca. Estando inmerso en la campaña, es informado de una revolución campesina en contra de las nuevas prácticas en las plantaciones, por lo que vuelve a la zona noroeste de la isla para intentar controlarlo. En este tiempo, también oficializará el francés como lengua del país, si bien la mayoría de este habla únicamente criollo para intentar acercarse diplomáticamente a otras naciones.
En 1806 consigue dominar prácticamente toda la isla, pero el 17 de octubre es asesinado en Puerto Príncipe por sus colaboradores, Alexandre Pétion, Jean-Pierre Boyer, André Rigaud y Bruno Blanchet. La isla se divide en dos Estados Norte-Sur: el Estado de Haití al Norte, heredero del imperio de mano de Henri Christophe y la República de Haití al Sur, de mano de los conspiradores, gobernada en sus inicios por Pétion.
El 9 de julio de 1809, los españoles ponen fin a la Guerra de la Reconquista recuperando todo el territorio de la Capitanía General de Santo Domingo (llamado en ese periodo España Boba), por lo que los dos nuevos estados ya no se reparten el Norte y sur de la isla; sino Norte y Sur de la antigua Saint-Domingue. Además, estos crean un clima belicista entre ellos, declarándose ambos el unificador y considerando al otro como traidor, gastando recursos en mantener ejércitos en la frontera incapaces en la realidad de invadirse entre ellos. La situación será más delicada en el Norte, en donde en 1818, a causa de la necesidad del aumento de impuestos para mantener los gastos de las fortalezas y el ejército, comienzan algunas revueltas que serán suprimidas violentamente, lo que hará que los revolucionarios tomen más fuerza y se acaben haciendo con Cabo Haitiano, capital del Norte, haciendo que Henri I se confine en el Palacio de Sans Souci, donde se acabará suicidando el 8 de octubre de 1820, permitiendo que la República de Haití reunifique ambos territorios durante la presidencia de Jean-Pierre Boyer.
El 30 de noviembre de 1821, la parte oriental de la isla se independiza como parte de la emancipación de Hispanoamérica de Hispanoamérica creando el efímero Estado Independiente de Haití Español. Boyer vio una oportunidad de reunificar la isla nuevamente y de manera eficaz esta vez, por lo que ofreció 10.000 soldados a la nueva administración para defenderse de las posibles represalias de España y de las «injerencias de otros paises» (en referencia a la Gran Colombia), que fueron aceptados y supusieron en la práctica la Ocupación Militar Haitiana sobre Santo Domingo tras movilizar 50.000 soldados hasta Santo Domingo, donde José Núñez de Cáceres le cedió las llaves de la ciudad. Esto inició unas fuertes expropiaciones de tierras en la parte oriental de la isla a los tenientes blancos, criollos traidores y terrenos eclesiales, además de imponer un régimen militar sobre la población hispana de la isla con el fin de aismilarlos culturalmente. Estas primeras medidas se agravaron cuando en 1825, Francia, agotada económicamente por la época napoleónica propuso reconocer oficialmente al país insular a cambio de la suma de 150 millones de francos como indemnización a los exterratenientes franceses y de adquirir la deuda de Independencia. Aunque finalmente la indemnización se rebajó a 60 millones, esto supuso un aumento de impuestos en la parte oriental de la isla. El nuevo «Código Rural de Boyer», ley hecha con el fin de la redistribución de tierras fue demasiado ineficaz, no pudiendo imponerse en la gran mayoría de la isla.
Las tensiones internas llevaron finalmente al comienzo de la guerra de la independencia dominicana en 1844, un conflicto que duraría más de una década. En 1847, a causa de la guerra, se buscó un sustituto para el recién fallecido presidente haitiano Riché, eligiendo al general Faustino Souluque, quien inicialmente continuo la senda de títere boyerista que ya había hecho su antecesor; sin embargo, en secreto creó la milicia de los zinglinos que se ocuparon de quitar a todos sus rivales políticos, hasta abrirle paso a proclamarse presidente vitalicio de Haití en 1848. En marzo de 1849 intentó reinstaurar el control haitiano sobre la República Dominicana con su ejército de 4.000 hombres, siendo derrotados por Pedro Santana en la batalla de Las Carreras. El 26 de agosto de 1849, el Senado declaró la formación del Imperio y Faustino Souluque fue elegido emperador con el nombre de Faustino I, dando comienzo al Segundo Imperio de Haití.
Durante el reinado de Faustino, se aumentó la influencia de la religión vudú de raíces africanas, de la que el emperador era seguidor, se reprimió a los contrarios a la política oficial y se intentó recuperar el dominio sobre la parte oriental de la isla, con poco éxito. En política exterior, Faustino I hizo un llamamiento a los criollos de Luisiana para que se asentaran en Haití.
Faustino I dirigirá un total de 3 expediciones contra la República Dominicana, siendo rechazado en todas ellas, lo que crea una crisis económica de gran calado en Haití, ya que a partir de la segunda, Faustino pide ayuda a Reino Unido, Francia y Estados Unidos. La crisis acabará propiciando una revolución en 1858 dirigida por Fabre Geffrard, que terminará con la abdicación, exilio y fin del imperio el 15 de enero de 1859.
Ante la enorme crisis, la reinstaurada República de Haití permite la instalación de comerciantes extranjeros, con lo que comenzarán a llegar comerciantes alemanes, estadounidenses, franceses e ingleses que monopolizarán el comercio exterior, pues la isla era una zona privilegiada de producción de caña de azúcar y madera. Además, en los últimos años de presidencia de Geffrard, el país comenzará a producir algodón, debido al gran mercado existente ante la falta de producción del Sur de Estados Unidos en plena Guerra de Secesión estadounidense. Esto creó una prosperidad económica no conocida por el país hasta esos momentos.
En estos años, se realizó una nueva constitución (1867) y se realizaron reformas al sistema parlamentario. En la década de 1870, se firmó un acuerdo de paz definitivo y de reconocimiento mutuo con la República Dominicana y aunque se mejoró en las relaciones exteriores, el fin de la guerra de secesión hizo detenerse la enorme exportación de algodón vivida, lo que afectó a la economía y el país volvió a encontrar en un estado tan delicado que el presidente Michel Domingue intentará firmar un préstamo con Francia en 1875, tras promulgar una nueva Constitución (1874) en la que se intentó poner freno a la creciente corrupción.
En 1876 se sucedieron las revueltas en Puerto Príncipe que, si bien pudieron ser aplacadas, desencadenaron la sucesión de varios presidentes: Pierre Théoma Boisrond-Canal, Joseph Lamothe y Lysius Salomon, este último, presidente de 1879 a 1888, creó el Banco Nacional de Haití, pero para llenar sus arcas rapiñó grandes dominios públicos del país, entre sus actos más sonados fue le intento de vender la isla de la Tortuga a los Estados Unidos, que rechazaron la oferta. Aunque tenía un mandato hasta 1893, las revueltas en Puerto Príncipe frente al tiránico gobierno y el aumento del intervencionismo extranjero, consiguieron su exilio el 10 de agosto de 1888.
Durante las siguientes tres décadas, la situación no mejoró, siendo el país cada vez más intervenido por inversiones extranjeras, en concreto, el intervencionismo alemán creció exponencialmente, apoyado por una pequeña comunidad alemana asentada entre Cabo Haitiano y Puerto Príncipe que, pese a no ser muy numerosa, acumularon gran parte de la riqueza del país, siendo las personas más acaudaladas del término occidental de la isla. Esta influencia alemana en el Caribe chocó contra la doctrina del destino manifiesto estadounidense, que ante la cada vez más creciente influencia alemana acabó decidiendo ocupar militarmente Haití, después de que los inversionistas estadounidenses liderados por el National City Bank of New York no consiguiese hacerse con el Banco Nacional de Haití al comienzo de la década de 1910..
La primera ocupación militar de Haití por parte de Estados Unidos, ordenada por el presidente Woodrow Wilson y que duró de 1915 a 1934. Durante todo este período ha sido gobernado por dictadores como François Duvalier y su hijo Jean-Claude Duvalier y se produjo el Golpe de Estado de 1991 contra el primer presidente elegido democráticamente tras la dictadura de los Duvalier, Jean-Bertrand Aristide, que prometía hacer reformas democráticas.

## Liberalización de los años de 1980
En 1981 el Banco Mundial y la agencia de desarrollo norteamericana US Aid iniciaron una estrategia de desarrollo conjunta para Haití, basada en las cadenas de montaje y la exportación agrícola. La US Aid pronosticó para Haití, «un cambio histórico hacia una mayor interdependencia de sus mercados con los de Estados Unidos» y que la isla iba a convertirse en «el Taiwán del Caribe». El Banco Mundial impuso en los planes las habituales normas de «expansión de las corporaciones privadas» y «minimización de los objetivos sociales», lo cual llevó al aumento de la desigualdad, el analfabetismo y empeoró el nivel sanitario. 
La liberalización económica emprendida en 1981 se afianzó a partir de la caída de Jean-Claude Duvalier en 1986, cuando fueron enviados más economistas a Haití a reformar y modernizar su economía.
Consecuencias de la liberalización:
- La orientación de la agricultura hacia la exportación hizo que se dedicara mucha menos tierra a la producción de alimentos para la población local, lo cual agravó las condiciones de malnutrición endémicas en el país.
- La insistencia del Banco Mundial, en establecer como secundarios los objetivos sociales, agudizaron la desigualdad y la miseria. También se redujeron los niveles de alfabetización y atención sanitaria.
- Los beneficios para los productores estadounidenses y los haitianos ricos se incrementaron, mientras que los salarios reales disminuyeron un 56% a lo largo de los años 1980.

## Política económica en los años 1990
Tras la instauración de un gobierno democrático en 1994 encabezado por el sacerdote católico Jean-Bertrand Aristide y el posterior Golpe de Estado de 1991, el gobierno haitiano mostró su compromiso con la reforma económica a través de la implementación de políticas fiscales y económicas restrictivas y la puesta en práctica de legislaciones ordenando la modernización de empresas estatales. Un consejo fue establecido para dirigir el programa de modernización (CMEP) además de un cronograma hecho para modernizar nueve empresas paraestatales clave. Aunque los molinos y las plantas de cemento fueron privatizadas, la privatización de las otras siete empresas se paralizó.
Bajo el primer mandato del presidente René Préval (1993-2005), la agenda económica del país incluyó la liberalización del comercio y los aranceles, medidas para controlar los gastos del gobierno e incrementar las recaudaciones fiscales,[cita requerida] reforma del sector financiero, y la privatización de las empresas estatales. Acuerdos para ajustes estructurales con el Fondo Monetario Internacional, Banco Mundial, Banco Interamericano de Desarrollo y otras instituciones financieras internacionales tienen como objetivo la creación de condiciones necesarias para el crecimiento del sector privado. Estas medidas han sido poco exitosas.
La popularidad y cierta mejora económica cuando era primer ministro, permitieron a Préval ser elegido presidente para un término de cinco años, después de ganar de forma arrolladora en los comicios presidenciales del 17 de diciembre de 1996 con el 88% del voto popular sustituyendo a su correligionario Aristide, siendo el segundo presidente democrático de Haití desde hace 200 años. Como presidente Préval instituyó numerosas reformas, entre otras incluyen las privatizaciones de varias empresas gubernamentales, algunos analistas han sugerido que este motivo se debió a las presiones de organismos internacionales como el FMI, debido a la grave situación económica haitiana, que necesita préstamos de dichos organismos. El índice de desempleo bajó en su gobierno de manera sensible aunque aún se podía considerar alto.
La ayuda externa es esencial para el futuro desarrollo económico de Haití, el país menos desarrollado de América y uno de los más pobres del mundo.Indicadores sociales y económicos muestran que Haití ha caído por debajo de otros países de bajo ingreso, particularmente en el hemisferio, desde que se inició la liberalización de la economía en la década de los 80. El estancamiento económico de Haití es el resultado de inapropiadas políticas económicas, inestabilidad política, escasez de tierras cultivables, deterioro medioambiental, uso continuo de tecnologías inadecuadas, falta de inversión pública en recursos humanos, migración de grandes grupos de la población calificada laboralmente y una tasa de ahorros débil.
Haití todavía está sufriendo las consecuencias del golpe de Estado de 1991 y las políticas económicas y financieras irresponsables de los gobiernos sucesivos, las cuales aceleraron fuertemente su descenso económico.
Luego del golpe de Estado, los Estados Unidos aplicaron sanciones económicas, las cuales tenían como objetivo restituir el gobierno constitucional. Sanciones internacionales culminaron en el embargo por parte de las Naciones Unidas de todos los bienes que entraran en Haití, excepto alimentos y medicinas. El sector de ensamblado, fuertemente dependiente de los mercados estadounidenses para colocar sus productos, empleaba cerca de 80.000 trabajadores a mediados de los 80. Durante el embargo, el empleo cayó de 33.000 trabajadores en 1991 a 400 en octubre de 1994. Inversiones privadas locales y extranjeras han retornado muy lentamente a Haití. Desde el retorno del régimen constitucional, el sector de ensamblaje se ha recuperado gradualmente y ahora cuenta con más de 20.000 empleos, pero el crecimiento continuado se ha estancado por preocupaciones de los inversionistas concernientes a la seguridad y la confiabilidad de los suministros.
Aunque ha existió cierto debate concerniente a las bondades implementadas en Haití durante toda la década de 1990, un hecho objetivo es que el PIB per cápita real continuó decreciendo durante toda la década.

## Política económica reciente

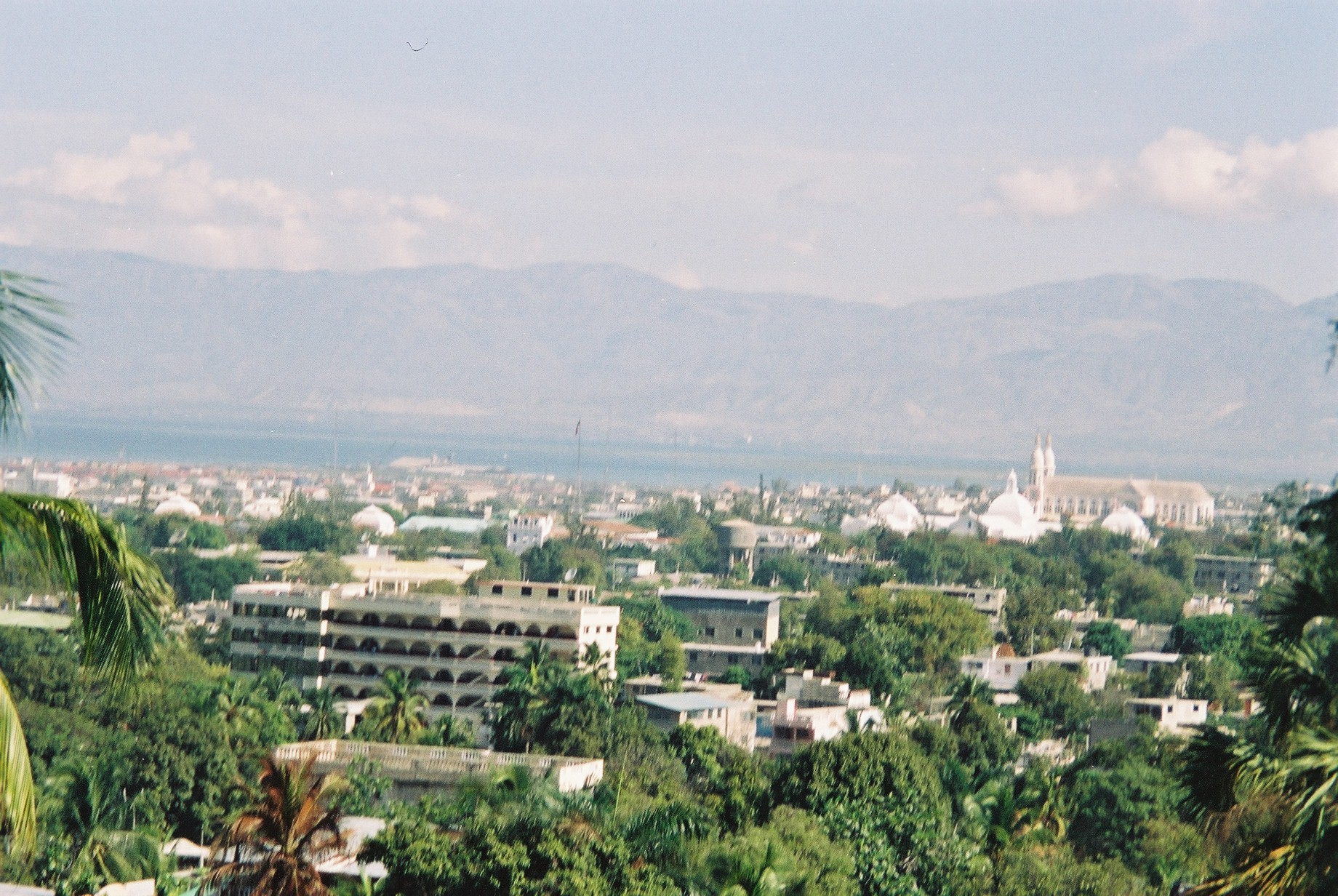
Centro financiero de Puerto Príncipe

El PIB decreció en el año fiscal del 2001 luego de seis años de crecimiento. La caída fue de 1,1% y 0,9% en los años fiscales de 2001 y 2002. La estabilidad macroeconómica fue fuertemente afectada por la incertidumbre política, el colapso de cooperativas bancarias informales, grandes déficits presupuestarios, bajas inversiones y reducido flujo de capitales internacionales, incluyendo la suspensión de préstamos por atrasos con BID y el Banco Mundial.
La economía haitiana se estabilizó en 2003. Aunque el año fiscal 2003 inició con la depreciación del gourde debido a rumores de que los depósitos en dólares se iban a nacionalizar y la eliminación del subsidio a los combustibles, el gobierno pudo estabilizar al gourde al tomar la decisión de dejar flotar los precios de los combustibles de acuerdo a los precios mundiales y elevar las tasas de interés. El gobierno hizo acuerdos con el Fondo Monetario Internacional en un programa monitoreado, seguido del pago de atrasos por $32 millones al BID en julio. Estos pagos allanaron el camino para nuevos préstamos con esta institución financiera. El BID desembolsó $35 millones de un préstamo de $50 millones en julio y comenzó a desembolsar préstamos previamente acordados totalizando $146 millones. El BID, el FMI y el Banco Mundial también analizaron la posibilidad de nuevos préstamos con el gobierno. Mucho de esto dependería de la adhesión del gobierno a las metas fiscales y económicas, como el pago de los atrasos con el Banco Mundial ($30 millones, al 30 de septiembre de 2003).
El PIB per cápita en 2002 era de $425 y se preveía que continuara decreciendo debido al crecimiento de 1.3% de la población. El principal elemento son las remesas, las cuales reportaron $931 millones en 2002. La ayuda financiera internacional ha decrecido desde 1995, el año en que el gobierno electo fue restaurado en el poder; cuando más de $600 millones en ayudas fue proveído por la comunidad internacional. Los trabajadores en Haití tienen derecho a asociación. El pago mínimo legal de 36 gourdes por día (aproximadamente US$ 1,80) se aplica a la mayoría de los trabajadores del sector formal.
Recientemente el presidente René Préval, reelegido para un segundo mandato en 2006 se ha adherido a la iniciativa Alternativa Bolivariana para América Latina y el Caribe y ha establecido lazos estratégicos con países de la región que apuntan a un cambio en la orientación general de las políticas económicas de las últimas dos décadas.
La economía del país sufrió un duro revés en enero de 2010, cuando un terremoto de magnitud 7,0 destruyó grande parte de su capital, Puerto Príncipe y áreas vecinas. El terremoto causó más de 7,8 mil millones de dólares en daños y produjo una contracción del PIB de 5,4% en aquel año. La pobreza, la corrupción, la vulnerabilidad a desastres naturales y el bajo nivel de educación de su población son los más serios obstáculos al crecimiento económico.

## Datos
PIB: paridad del poder adquisitivo $9.2 millardos (est 1999)
PIB - tasa de crecimiento: 2.4% (est 1999)
PIB - per cápita: paridad del poder adquisitivo $893,97(est. 1999)
PIB - composición por sector:
agricultura: 32%
industria: 20%
servicios: 48% (est. 1998)
Población por debajo del nivel de pobreza: 80% (est. 1998)
Tasa de inflación: 9% (est. 1999)
Fuerza laboral: 3,6 millones (1995)
nota escasez de personal capacitado, abundante personal sin capacitación (1998)
Fuerza laboral - por ocupación: agricultura 66%, servicios 25%, industria 9%
Tasa de desempleo: 70 %; subempleos altamente extendido, más de las dos terceras partes de la fuerza laboral no tiene trabajos formales (1999)
Presupuesto:
ingresos: $323 millones
egresos: $363 millones
Industrias: refinamiento de azúcar, procesado de harina, textiles, cemento, turismo, industrias de ensamblaje ligero basadas en partes importadas 
Crecimiento de la producción industrial: 0,6% (est. 1997)
Electricidad - producción: 728 GWh (1998)
Electricidad - producción por sector:
combustibles fósiles: 55,63%
hidroeléctrica: 41,62%
nuclear: 0%
otros: 2,75%
Electricidad - consumo: 677 GWh (1998)
Electricidad - exportaciones: 0 kWh (1998)
Electricidad - importaciones: 0 kWh (1998)
Agricultura - productos: café, mangos, caña de azúcar, arroz, maíz, sorgo, madera
Exportaciones: $322 millones
Exportaciones - productos: manufacturados, café, aceites, mangos
Exportaciones - socios comerciales: Estados Unidos 86%, UE 11% (1998)
Importaciones: $762 millones (1999)
Importaciones - productos: alimentos, maquinaria y equipos de transporte, combustibles
Importaciones - socios comerciales: Estados Unidos 60%, UE 12% (1998)
Deuda externa: $1 millardo (est. 1997)
Ayuda económica - receptor: $730.6 millones (1995)
Moneda oficial: 1 gourde (G) = 100 céntimos
Tasa de cambio: gourdes por dólar - 46.50 (2015), 18.262 (enero de 2000), 17.965 (1999), 16.505 (1998), 17.311 (1997), 15.093 (1996), 16.160 (1995)